# Selenium (informatique)
Pour les articles homonymes, voir Sélénium (homonymie).
Selenium est un framework de test informatique développé en Java qui offre des passerelles pour s'exécuter avec différents langages comme Python et PHP.
Il permet d'interagir avec différents navigateurs web tel que Google Chrome grâce au chromedriver ou Mozilla Firefox avec le geckodriver de même que le ferait un utilisateur de l'application. Il entre ainsi dans la catégorie des outils de test dynamique (à l'inverse des tests statiques qui ne nécessitent pas l'exécution du logiciel) facilitant le test fonctionnel.
Il est associé à :
- Selenium IDE, extension Firefox, pour l'utiliser ;
- Selenium WebDriver, successeur de Selenium Remote Control (RC) devenu depuis officiellement obsolète[3]. Il permet d'écrire des tests automatisés en différents langages (PHP, Javascript, Python, Ruby, .NET, Perl, Java, Rust et enfin Go).

Il affiche de fortes similitudes avec Cypress, une solution concurrente[réf. souhaitée].

## Exemples de tests avec Selenium
En PHP : 
```
require_once
 
'PHPUnit/Extensions/SeleniumTestCase.php'
;

class
 
CategoryModifTest
 
extends
 
PHPUnit_Extensions_SeleniumTestCase

{

  
protected
 
function
 
setUp
()

  
{

    
$this
->
setBrowser
(
"*firefox"
);

    
$this
->
setBrowserUrl
(
"http://..."
);

  
}

  
public
 
function
 
testCategoryModif
()

  
{

    
$this
->
open
(
"http://..."
);

    
$this
->
type
(
"modlgn_username"
,
 
"admin"
);

    
$this
->
type
(
"modlgn_passwd"
,
 
"password"
);

    
$this
->
click
(
"link=Connexion"
);

    
$this
->
waitForPageToLoad
(
"30000"
);

    
$this
->
open
(
"http:.../administrator/index.php?..."
);

    
$this
->
waitForPageToLoad
(
"30000"
);

    
$name
 
=
 
$this
->
getTable
(
"//div[@id='element-box']/div[2]/form/table.2.2"
);

    
$this
->
click
(
"link="
.
$name
);

    
$this
->
waitForPageToLoad
(
"30000"
);

    
$this
->
type
(
"name"
,
 
"Ordinateurs portables modifié"
);

    
$this
->
click
(
"//td[@id='toolbar-save']/a/span"
);

    
$this
->
waitForPageToLoad
(
"30000"
);

    
try
 
{

        
$this
->
assertTrue
(
$this
->
isTextPresent
(
"Ordinateurs portables modifié"
));

    
}
 
catch
 
(
PHPUnit_Framework_AssertionFailedError
 
$e
)
 
{

        
array_push
(
$this
->
verificationErrors
,
 
$e
->
toString
());

    
}

    
$this
->
click
(
"link=Ordinateurs portables modifié"
);

    
$this
->
waitForPageToLoad
(
"30000"
);

    
$this
->
type
(
"name"
,
 
"Ordinateurs portables"
);

    
$this
->
click
(
"//td[@id='toolbar-save']/a/span"
);

    
$this
->
waitForPageToLoad
(
"30000"
);

    
$this
->
click
(
"link=Déconnexion"
);

    
$this
->
waitForPageToLoad
(
"30000"
);

  
}

}

```

En Rust : 
```
// On déclare le packet selenium_webdriver.

use
 
selenium_webdriver
::
*
;

// Le point de départ

fn
 
main
()
 
{

    
// Cela permet de créer un pilote de navigateur et le navigateur indiqué est Chrome.

    
let
 
mut
 
driver
 
=
 
Browser
::
start_session
(
BrowserName
::
Chrome
,
 
"--disable-popup-blocking"
,
 
"--disable-extensions"
);

    
// Le pilote va se charger d'ouvrir une nouvelle page.

    
driver
.
open
(
"https://www.wikipedia.org/"
).
unwrap
();

    

    
// Cela permet de rechercher la barre de recherche.

    
let
 
search
 
=
 
driver
.
find_element
(
LocatorStrategy
::
CSS
(
"#searchInput"
 
as
 
&'
static
 
str
)).
unwrap
();

    
// Cela permet de taper 'Selenium (informatique)' dans la barre de recherche.

    
let
 
_
 
=
 
search
.
send_keys
(
&
"Selenium (informatique)"
);

    
// Le pilote va chercher le bouton

    
let
 
btn
 
=
 
driver
.
find_element
(
LocatorStrategy
::
CSS
(
"input[type=submit]"
 
as
 
&'
static
 
str
)).
unwrap
();

    
// Et il va cliquer ! 

    
btn
.
click
();

}

```

En Python :
```
# Créer une session Chrome

driver
 
=
 
webdriver
.
Chrome
()

driver
.
implicitly_wait
(
30
)

driver
.
maximize_window
()

# Appeler l’application web

driver
.
get
(
"http://www.wikipedia.org"
)

driver
.
implicitly_wait
(
30
)

# Localiser la zone de texte

search_field
 
=
 
driver
.
find_element
(
By
.
CSS_SELECTOR
,
 
"#searchInput"
)

search_field
.
clear
()

driver
.
implicitly_wait
(
30
)

# Saisir et confirmer la recherche

search_field
.
send_keys
(
"Selenium (informatique)"
)

search_field
.
submit
()

driver
.
implicitly_wait
(
30
)

#Renvoie le titre de la page et son lien

print
(
'Le titre de la page est 
{0}
, et le lien est 
{1}
'
.
format
(
driver
.
title
,
 
driver
.
current_url
))

# Fermer la fenêtre du navigateur

driver
.
quit
()

```

Ou en Javascript :
```
// Utilisation de la librairie npm selenium-webdriver

const
 
{
Builder
,
 
By
}
 
=
 
require
(
'selenium-webdriver'
);

// Instanciation du web driver qui va piloter Firefox (geckodriver)

const
 
driver
 
=
 
new
 
Builder
().
forBrowser
(
'firefox'
).
build
();

// Charge la page

driver
.
get
(
'https://www.wikipedia.org/'
);

// Recherche l'élément dans la page pour saisir la recherche 

driver
.
findElement
(
By
.
id
(
'searchInput'
)).
then
(
searchInput
 
=>
 
{

  
// Saisie de la recherche 

  
searchInput
.
sendKeys
(
'Selenium (informatique)'
);

  
// Recherche le bouton dans la page pour envoyer la recherche 

  
driver
.
findElement
(
By
.
css
(
'button[type="submit"]'
)).
then
(
submitBtn
 
=>
 
{

    
// Envoi de la recherche

    
submitBtn
.
click
();

  
});

});

```

## Interopérabilité
En PHP, Selenium s'interface avec PHPUnit, voire avec Behat (en) en utilisant la bibliothèque Mink.